# Frank kongijski
Frank kongijski – jednostka walutowa Demokratycznej Republiki Konga. 1 frank = 100 centymów.
W obiegu znajdują się banknoty o nominałach 1, 5, 10, 20 i 50 centymów oraz 1, 5, 10, 20, 50, 100, 200, 500, 1000, 5000, 10000, 20000 franków.